# 龙胜镇 (龙胜县)
龙胜镇，是中华人民共和国广西壮族自治区桂林市龙胜各族自治县下辖的一个乡镇级行政单位。

## 行政区划
龙胜镇下辖以下地区：
城南社区、城北社区、桂龙社区、城西社区、城关村、双河村、勒黄村、都坪村、平野村、崇楼村、岭田村、上孟村、金车村、拐江村、双洞村、日新村、山东村和南门村。